# Araneus blochmanni
Araneus blochmanni este o specie de păianjeni din genul Araneus, familia Araneidae. A fost descrisă pentru prima dată de Strand, 1907. Conform Catalogue of Life specia Araneus blochmanni nu are subspecii cunoscute.